# Dario Antiseri
Dario Antiseri (Foligno, 9 de gener de 1940) és un filòsof i professor universitari italià. Es va retirar de la docència l'any 2010. És un important estudiós de l'obra de Karl Popper i Hans-Georg Gadamer, i en la seva recerca ha intentat mostrar els vincles entre el fal·libilisme i l'hermenèutica. El 1996 va publicar un llibre sobre el «pensament feble» de Gianni Vattimo. Conjuntament amb Giovanni Reale, és també autor d'un important tractat de filosofia en tres volums, Il pensiero occidentale dalle origini ad oggi, que és el llibre de text sobre història de la filosofia més utilitzat a les escoles d'Itàlia.